# پیتون رویس
کَسی مک‌اینتاش(به انگلیسی: Cassie McIntosh) (زاده ۱۰ نوامبر ۱۹۹۲) کشتی‌گیر حرفه‌ای استرالیایی است. او اکنون با کمپانی دبلیودبلیوئی قرارداد دارد و با نام پِیتون رویس و در برَند راو فعالیت می‌کند.
در فوریه ۲۰۰۹، مک‌اینتاش آغاز به کشتی‌گرفتن در پرو رسلینگ ویمنز الاینس (PWWA) با نام کِی‌سی کَسیدی کرد و سپس سالها در ایندیپندنت سرکیت(پروموشن‌های مستقل) فعالیت کرد و یک بار قهرمان کمربند پی‌دبلیودبلیواِی شد و برنده وِرا اند جنی مموریال کاپ در حمایت از بیماران سرطان سینه شد. مک‌اینتاش در سال ۲۰۱۵ با دبلیودبلیوئی قرارداد امضا کرد و ابتدا در اِن‌اِکس‌تی در اورلندو، فلوریدا فعالیتش را آغاز کرد.

## اوایل زندگی
کَسی مک‌اینتاش در سیدنی و شهر نیو سَوث ولز به دنیا آمد و سپس به ملبورن و شهر ویکتوریا رفت و پس از آن هم به کالگاری، آلبرتا کشور کانادا رفت تا با لنس استورم تمرین کند. پیش از کشتی حرفه‌ای، او در رقص مهارت یافته بود. او در همان دبیرستانی (وست‌فیلدز اسپورتس) شرکت کرد. مک‌اینتاش از سن نه سالگی به تماشای کشتی حرفه‌ای نشست و از ادی گررو به‌عنوان الهام‌بخش و انگیزه‌اش برای کشتی‌گیر شدن نام می‌برَد.